# Hector Cazenave
Pour les articles homonymes, voir Cazenave.
Hector Cazenave, né le 13 avril 1914 à Montevideo (Uruguay) et mort le 27 septembre 1958, était un footballeur uruguayen naturalisé français qui évoluait au poste de défenseur. Il a notamment participé avec l'équipe de France à la Coupe du monde 1938.

## Carrière
- 1940-1943 : Defensor Sporting Club ( Uruguay)
- 1936-1939 : FC Sochaux-Montbéliard ( France)
- 1934-1936 : Defensor Sporting Club ( Uruguay)[1]

## Palmarès
- Champion de France : 1938
- Vainqueur de la Coupe de France : 1936
- 8 sélections en équipe de France A (1937-1938)[1]